# Казандрино
Казандрѝно (на италиански: Casandrino) е град и община в Южна Италия, провинция Неапол, регион Кампания. Разположен е на 59 m надморска височина. Населението на общината е 13 179 души (към 2010 г.).